# 1908 في المملكة المتحدة
فيما يلي قوائم الأحداث التي وقعت خلال عام 1908 في المملكة المتحدة.

## أحداث
- 27 أبريل – الألعاب الأولمبية الصيفية 1908

## سياسة

### تعيين في المنصب
- 5 أبريل – هربرت أسكويث رئيس وزراء المملكة المتحدة، زعيم مجلس العموم [الإنجليزية]‏.
- 12 أبريل – ديفيد لويد جورج مستشار الخزانة.

### انتهاء فترة المنصب
- 3 أبريل – هنري كامبل بانرمان رئيس وزراء المملكة المتحدة.
- 12 أبريل – ديفيد لويد جورج رئيس مجلس التجارة [الإنجليزية]‏.
- 12 أبريل – هربرت أسكويث مستشار الخزانة.

## رياضة
- 1 يناير – بطولة ويمبلدون 1908

## ظهور
- 1 يناير – فيمتو

## كتب
من الكتب التي صدرت هذه السنة في المملكة المتحدة:
- 1 يناير – الريح في الصفصاف من تأليف كينيث غراهام.
- 1 يناير – غرفة مع منظر من تأليف إي. إم. فورستر.
- 15 يناير – الكشافة للأولاد من تأليف بادن باول.

## مواليد

### يناير
- 8 يناير – ويليام هارتنيل ممثل إنجليزي.[1]
- 10 يناير – برنارد لي ممثل إنجليزي.[2]

### فبراير
- 4 فبراير – جورج روتشستر فيزيائي بريطاني.
- 4 فبراير – جوليان بيل كاتب بريطاني.[3]
- 11 فبراير – فيفيان فوكس مستكشف بريطاني.[4]
- 22 فبراير – جون ميلز ممثل إنجليزي.[5]

### مارس
- 2 مارس – أوليفيا مانينغ[6]
- 5 مارس – ريكس هاريسون[7]
- 20 مارس – مايكل ريدغريف ممثل بريطاني.[8]
- 23 مارس – ماري بارك عالمة أحياء بحرية من المملكة المتحدة.[9]
- 25 مارس – ديفيد لين[10]

### مايو
- 18 مايو – رودني آكلاند[11]
- 28 مايو – إيان فليمنج

### يونيو
- 24 يونيو – بينيت لويس[12]

### يوليو
- 13 يوليو – دوروثي راوند لاعبة كرة مضرب من المملكة المتحدة.

### أغسطس
- 5 أغسطس – ميريام روثشيلد
- 16 أغسطس – هاري هولمز لاعب كرة قدم إنجليزي.

### سبتمبر
- 20 سبتمبر – تشارلز هولاند درّاج طريق من المملكة المتحدة.

### أكتوبر
- 6 أكتوبر – آرثر ويلسون لاعب كرة قدم بريطاني.

### نوفمبر
- 20 نوفمبر – جوك ماكافوي

### ديسمبر
- 1 ديسمبر – جون أوليف
- 13 ديسمبر – اليزابيث اليكساندر
- 25 ديسمبر – كوينتين كريسب[13]
- 27 ديسمبر – جيمي هولمز لاعب كرة قدم إنجليزي.
- 31 ديسمبر – جيم براون[14]

## وفيات

### يناير
- 25 يناير – ويدا (مواليد 1839) روائية بريطانية.[15]

### فبراير
- 29 فبراير – جون أدريان لويس هوب (مواليد 1860) سياسي من المملكة المتحدة.

### مارس
- 11 مارس – بنيامين وو (مواليد 1839)

### أبريل
- 6 أبريل – دروري دروري-لو (مواليد 1830) عسكري من المملكة المتحدة.
- 22 أبريل – هنري كامبل بانرمان (مواليد 1836) سياسي بريطاني.[16]

### يوليو
- 22 يوليو – ويليام راندال كريمر (مواليد 1828)

### نوفمبر
- 5 نوفمبر – أندرو غراهام (مواليد 1815) عالم فلك أيرلندي.
- 8 نوفمبر – وليام إدوارد ايرتون (مواليد 1847)[17]

### ديسمبر
- 20 ديسمبر – جورج غور (مواليد 1826) كيميائي بريطاني.